# 名誉理事長
名誉理事長（めいよりじちょう）とは、学会或いは学校法人、連盟において定められる栄誉職或いは称号。名誉役員の職名の一つ。類似の称号として名誉副理事長、名誉理事がある(名誉副理事長は本項で解説)。

## 名誉理事長

### 学術団体・教育機関における名誉理事長
大学のほか、学術分野、医学分野の研究所や学会等に称号設置例が多く、国際健診学会で2014年まで理事長を務めた聖路加国際病院名誉院長の日野原重明が退任後、名誉理事長の称号を贈られたのはその例である。教育機関では、埼玉医科大学が名誉理事長の職を設置していた。その他、ノーベル賞受賞者でもある大村智が北里研究所及び女子美術大学の2機関で名誉理事長に就任していることも顕著な事例の一つといえる。

### 文化施設等における名誉理事長
その他、財団経営者の名誉役員職として名誉理事長を置く例がある。一例として、岡山県倉敷市にある大原美術館では大原總一郎の長男 、大原孫三郎の孫にあたる大原謙一郎が理事長を務めていたが、2016年7月1日付けで名誉理事長に退き、後任理事長に専務理事の大原あかねが就任している。

### 公益法人等における名誉理事長
また、観光協会等では観光PRのイメージキャラクターとして芸能人や著名人に名誉理事長を委嘱することがある。一例として、2016年5月17日、東京都渋谷区にある渋谷区観光協会が俳優の別所哲也を名誉理事長に委嘱したのは主な例である。

### 名誉理事長を設けている団体

#### 学会
- 国立医療学会
- 日本赤ちゃん学会
- 日本医療福祉学会
- 日本家族性腫瘍学会
- 日本がん検診・診断学会
- 日本感情心理学会
- 日本肝胆膵外科学会
- 日本胸部外科学会
- 日本経営実務研究学会
- 日本外科学会
- 日本交流分析学会
- 日本サルコイドーシス/肉芽腫性疾患学会
- 日本産婦人科手術学会
- 日本思春期学会
- 日本消化器癌発生学会
- 日本神経眼科学会
- 日本心臓血管内視鏡学会
- 日本成人矯正歯科学会
- 日本成人病（生活習慣病）学会
- 日本総合健診医学会
- 日本創傷治癒学会
- 日本大腸検査学会
- 日本胆道学会
- 日本著作権学会
- 日本道徳性発達実践学会
- 日本糖尿病・妊娠学会
- 日本内視鏡外科学会
- 日本農村医学会
- 日本ビジネス・マネジメント学会
- 日本ヒト細胞学会
- 日本腹部救急医学会
- 日本腹膜透析研究会
- 日本未病管理研究学会
- 日本リンパ学会
- 日本レーザー医学会

#### 大学
- 大阪医科大学

#### 社団法人
- 医学振興銀杏会
- 長野県公共嘱託登記土地家屋調査士協会
- 八王子市勤労者福祉サービスセンター
- 広島カンツリー倶楽部
- 部落解放・人権研究所

#### 財団法人
- 愛知県がん研究振興会
- 愛知県健康づくり振興事業団
- アジア生命保険振興センター
- 石橋奨学会
- 一宮地場産業ファッションデザインセンター
- 大分県文化スポーツ振興財団
- 大垣市青少年育成財団
- 大阪建築防災センター
- 大阪府地域福祉推進財団
- かながわトラストみどり財団
- 環境地質科学研究所
- 艮陵医学振興会
- 国際協力医学研究振興財団
- 東京顕微鏡院
- 名古屋国際芸術文化交流財団
- 日仏会館
- にっぽんど真ん中祭り文化財団
- ヒューマンライツ教育財団

#### その他
- 荒川区美術連盟
- 大阪府歯科医師自動車連盟
- 会計参与推進機構
- 北見地区吹奏楽連盟
- 釧路地区吹奏楽連盟
- 国際結婚協会
- 全日本少年少女合唱連盟
- 台湾日本人会
- 千葉県吹奏楽連盟
- 富田林市合唱連盟
- 日本オーボエ協会
- 日本学生協会基金
- 日本補聴器販売店協会
- 日本モーゲージプランナーズ協会
- 日本リスクマネジャー アンド コンサルタント協会
- 福島県合唱連盟
- 宮城県合唱連盟
- リスクマネジメント協会
- ウィキメディア財団

札幌地区吹奏楽連盟

## 名誉副理事長

### 社団・財団における名誉副理事長
なお、社団・財団の中では名誉理事長に次ぐ地位として名誉副理事長を置く法人・団体もある。国際的な人物としては、米国の環境保護団体シエラ・クラブの初代専務理事で名誉副理事長を務めるデビッド・ブラウアーは世界各国に地球の友という環境保護のネットワーク組織を結成。世界の各国の環境問題に関する講演やシンポジウムで自然保護の重要性を説くなど、環境保護における象徴的な存在の一人となっている。
日本では上野学園学園長である石橋裕が社団法人日英協会名誉副理事長に就いていることや、株式会社サタケ代表取締役社長の佐竹利子が中国中国糧油学会の名誉副理事長に就任していることなどがその例である。

## 名誉董事長

### 中国企業における名誉董事長
中国では企業経営者の職名を董事長とする例が多いが、引退後の栄誉職として名誉董事長を置く場合もある。一例として、北京市にあるコンサルタント会社 中国国際経済諮詢公司では1980年代に名誉董事長に栄毅仁が就任していたことなどが挙げられる。

## 名誉副董事長

### 中国企業における名誉副董事長
また、中国企業では名誉董事長に準ずる栄誉職として名誉副董事長を置く場合もある。北京市に所在するコンサルタント会社 中国国際経済諮詢公司では1980年代、孫越崎が名誉副董事長に就任していたのがその例である。

### 文献資料
- 日中経済協会編『中国行政・経済関係機関要覧』(日中経済協会、1989年)

### 報道資料
- 『朝日新聞』2016年7月6日岡山全県・1地方版
- 『朝日新聞』2016年12月3日朝刊週末be・b09版
- 『毎日新聞』2016年11月27日地方版/埼玉
- 『読売新聞』1992年10月3日東京朝刊

### インターネット資料
- 上野学園大学ウェブサイト「名誉学長メッセージ」
- 北里大学ウェブサイト「大村智名誉理事長による挨拶」
- サタケウェブサイト「サタケ代表 中国糧油学会の名誉副理事長に就任」
- シブヤ経済新聞ウェブサイト「別所哲也さん、渋谷区観光協会の名誉理事長に　インバウンド対応でエンタメ強化へ」
- 女子美術大学ウェブサイト「女子美術大学名誉理事長　大村 智 先生が ノーベル生理学・医学賞を受賞されました」